# Шевченко Володимир Дмитрович
Володимир Дмитрович Шевченко (31 липня 1946, Омськ — 24 жовтня 2012, Київ) — український дресирувальник, генеральний директор та художній керівник Національного цирку України.

## Біографічні відомості
Народився 31 липня 1946 року у місті Омську у родині артистів цирку: і мати Олександра Олександрівна Александрова, і батько Дмитро Терентійович Шевченко були дресирувальниками. У 1966 році закінчив Державне училище естрадно-циркового мистецтва у Москві за спеціальністю «артист цирку — гімнаст». Того ж року був прийнятий на роботу до «Союзгосцирка» як артист — дресирувальник хижих тварин. З 1968 року він — артист-дресирувальник, керівник атракціону «Левиці», потім атракціонів «Леви і левиці», «Левиці і тигри», «Тигри — вершники на конях».
У 1985 році закінчив Державний інститут театрального мистецтва імені Луначарського за фахом «режисер цирку і театру». У 1970–1996 роках — художній керівник і директор Українського циркового колективу в системі «Союзгосцирка». З 2000 року — художній керівник, а з 2007 року — генеральний директор-художній керівник Національного цирку України.

Могила Володимира Шевченка

Помер 24 жовтня 2012 року. Похований в Києві на Байковому кладовищі (ділянка № 52а).

## Відзнаки
За досягнення в галузі циркового мистецтва удостоєний почесних звань заслуженого діяча мистецтв УРСР (у 1976 році),  народного артиста УРСР (у 1979 році) та народного артиста СРСР (у 1987 році).
Він також нагороджений орденом «Дружби» (срібний) Німецької Демократичної Республіки, медаллю ім. В. Дурова, «Срібною гілкою» (Італія), «Золотою медаллю Парижа» та «Золотим орлом» (Японія), Золотою медаллю Міжнародної ліги артистів цирку вар'єте (Париж, Франція), орденом князя Ярослава Мудрого 5 та 4 ступенів (Україна, 2006, 2011).

## Фільмографія
| Рік  | Назва             | Роль                                      | Країна |
| ---- | ----------------- | ----------------------------------------- | ------ |
| 1984 | Рассмешите клоуна | дресирувальник хижаків Володимир Шевченко | УРСР   |

## Виноски
1. 1 2 3 4  Deutsche Nationalbibliothek Record #1110972393 // Gemeinsame Normdatei — 2012—2016.
2. 1 2  Відійшов у Вічність Володимир Шевченко — легендарний український дресирувальник, генеральний директор-художній керівник Національного цирку України [Архівовано 27 жовтня 2012 у Wayback Machine.] Міністерство культури України
3. ↑  Інтерсоціум
4. 1 2  Володимир Дмитрович Шевченко. Біографія. Архів оригіналу за 14 листопада 2018. Процитовано 29 листопада 2012.